# Epsilon Eridani c
Epsilon Eridani c je egzoplanet na procijenjenoj udaljenosti od 10 svjetlosnih godina, u orbiti zvijezde Epsilon Eridani iz konstelacije Eridan. Epsilon Eridani c, čije postojanje još nije sa sigurnošću utvrđeno, 3. je planet u orbiti oko svoje matične zvijezde.